# Patrick Mahéo
 (juillet 2025).
Motif : Pas trouvé de sources confirmant son admissibilité
- Archive Wikiwix
- Bing
- Cairn
- DuckDuckGo
- E. Universalis
- Gallica
- Google
- G. Books
- G. News
- G. Scholar
- Persée
- Qwant
- (zh) Baidu
- (ru) Yandex
- (wd) trouver des œuvres sur Wikidata

| 1. | Préciser le motif de la pose du bandeau. | Précisez le motif de la pose du bandeau en utilisant la syntaxe suivante : {{admissibilité à vérifier\|date=juillet 2025\|motif=remplacez ce texte par le motif}}                  |
| 2. | Informer les utilisateurs concernés.     | Pensez à avertir le créateur de l'article, par exemple, en insérant le code ci-dessous sur sa page de discussion : {{subst:avertissement admissibilité à vérifier\|Patrick Mahéo}} |

Ne doit pas être confondu avec Patrick Mahé.
Patrick Mahéo, né en 1954 à Malestroit, est un médecin et un écrivain français, auteurs de livres et d'articles sur Mère Yvonne-Aimée et sur l'histoire de la région de Malestroit.

## Biographie
Après avoir soutenu une thèse sur le Dr Pierre Le Damany (1870-1963), pionnier du traitement orthopédique de la luxation congénitale de la hanche, affection fréquente en Bretagne, il s'installe comme médecin généraliste dans l'agglomération rennaise.
Membre de la Société polymathique du Morbihan, il est l'auteur d'articles, sur l’histoire locale et sur différentes familles bretonnes. Il a aussi écrit plusieurs ouvrages sur le pays de Malestroit (Saint-Guyomard, au cœur des Landes de Lanvaux, 1982 ; Caro, mille ans d’histoire, 1988-1990 ; Saint-Marcel, haut lieu de la Résistance bretonne, 1997 ; Les rues de Malestroit, leur nom, leur histoire, 2018), de plusieurs livres et d'un film-documentaire sur Mère Yvonne Aimée, religieuse à la clinique des Augustines de Malestroit, en collaboration avec René Laurentin,.